# Poet X

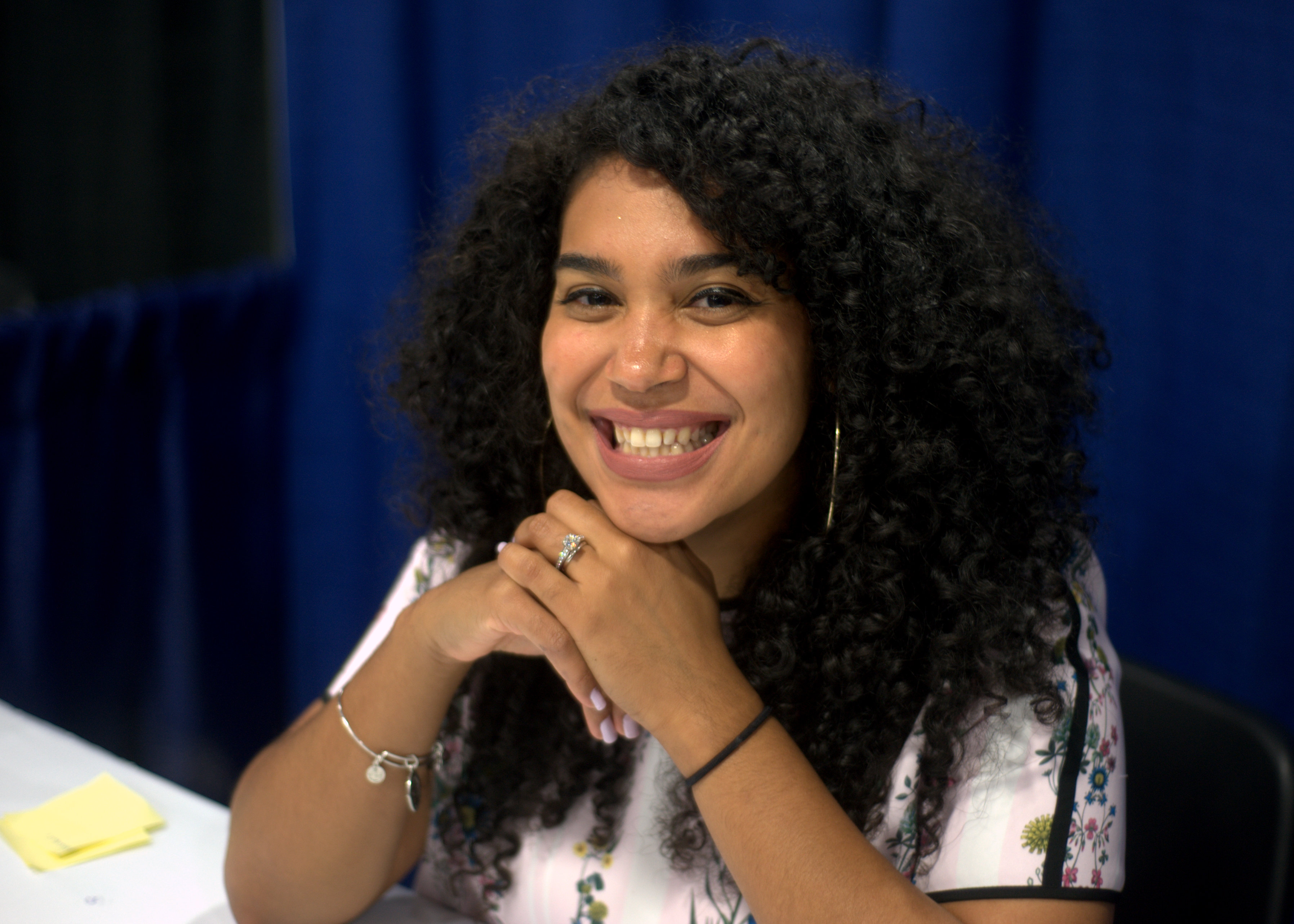
Elizabeth Acevedo, die Autorin von Poet X

Poet X (Originaltitel: The Poet X) ist ein Jugend- und Bildungsroman der amerikanischen Schriftstellerin Elizabeth Acevedo.
Das Buch erzählt in Versform die fiktive Geschichte des 15-jährigen dominikanischstämmigen US-amerikanischen Mädchens Xiomara, das durch das Schreiben von Gedichten und das Performen als Poetry Slammerin ihre eigene Stimme findet. Dabei werden Themen wie Liebe, Familie, Freundschaft, Sexualität, Poesie und Coming-of-Age behandelt.
The Poet X erschien 2018 beim US-amerikanischen Verlag HarperCollins in englischer Sprache und im August 2019 unter dem Titel Poet X bei Rowohlt in deutscher Übersetzung. Die Übersetzerin war Leticia Wahl.
Das Buch wurde mit dem National Book Award for Young People’s Literature (2018), dem Michael L. Printz Award (2019), dem Pura Belpré Award (2019), dem Boston Globe Horn Book Award (2019) sowie der britischen Carnegie Medal (2019) ausgezeichnet. In der Presse wurde das Buch als »kraftvoll« (The New York Times), »überwältigend« (Entertainment Weekly), »hochgradig bewegend« (School Library Journal), »atemberaubendes Porträt einer jungen Dichterin« (The Horn Book Magazine) und »ergreifend und realistisch, bewundernswert und intensiv« (Kirkus Reviews) bezeichnet.

## Inhalt
Teil 1
Xiomara muss sich mit den Erwartungen ihrer streng katholischen Mutter auseinandersetzen. Diese verbietet ihr Dates und einen Freund darf sie erst haben, wenn sie auf die High School geht. Wichtig ist der Mutter vor allem, das Xiomara zum Konfirmationsunterricht geht. Xiomara findet Zuflucht im Schreiben von Gedichten, mit denen sie ihre wahren Gefühle ausdrücken kann. Verbotenerweise trifft sich Xio mit Aman.
Teil 2
Im zweiten Teil des Buches spitzen sich die Konflikte zu. Nachdem Aman und Xiomara ein Date hatten, nagt das schlechte Gewissen an ihr. Durch die Geheimhaltung führt sie zuhause ein anderes Leben als in der Schule. Der Konfirmationsunterricht, den sie gegen ihren Willen besuchen soll, löst das Gefühlschaos in ihr nicht. Lieber würde sie den Poesie-Club der Schule nachmittags besuchen, den ihr ihre Lehrerin, Ms. Galiano, empfiehlt. Auch ihr Zwillingsbruder entwickelt sich nicht so, wie es die Mutter von ihm verlangt hätte. Die Liebe zu einem Jungen aus seiner Schule kann er jedoch geheim halten.
Als Xio eines Nachmittags mit Aman in der U-Bahn unterwegs ist, sieht ihre Mutter den Kuss der beiden. Ihre Mutter bestraft sie, woraufhin sie den Kontakt mit Aman abbricht.
Teil 3
Der letzte Teil des Buches beginnt damit, dass sich Xiomara den Erwartungen ihrer Mutter beugt. Sie soll ein Geständnis beim Pfarrer der Kirchengemeinde ablegen, hat Hausarrest und Handyverbot.
Als ihre Mutter ihre Gedichte findet, eskaliert die Situation. Ihr Laptop sowie ihre Notizbücher werden von ihrer Mutter verbrannt und Xiomara läuft von zuhause weg. Sie flüchtet zu Aman, mit dem sie sich verträgt, und wohnt einige Tage bei ihm. Mit Hilfe ihrer Englischlehrerin Ms. Galiano, ihres Zwillingsbruders und ihrer besten Freundin Caridad erkennt Xiomara, dass sie den Konflikt mit ihrer Mutter lösen muss. Da sie es nicht alleine bewältigen kann, konsultiert sie den Pfarrer, der als Einziger auf ihre Mutter einwirken kann.
Die Familie arbeitet gemeinsam an einer Lösung und Mutter und Tochter an ihrer Beziehung zueinander. Xiomara tritt dem Poesie-Club der Schule bei und tritt mit ihren Gedichten auf.

## Figuren

### Hauptfiguren
Xiomara
Die 15-jährige dominikanische Xiomara lebt mit ihrer Familie in Harlem. Sie ist die Einzige in der Familie, die keinen biblischen oder dominikanischen Namen hat. Xiomaras Namen bedeutet so viel wie "eine, die bereit für den Krieg ist". Schon ihr ganzes Leben kämpft sie – etwa bei ihrer Geburt, bei der sie mit den Füßen zuerst auf die Welt kommen wollte und eine Stunde nachdem ihr Zwillingsbruder geboren wurde, mittels Kaiserschnitt ins Leben geholt wurde. Xiomara selbst beschreibt sich als braun, groß und wütend. Von anderen wird sie auch Xio genannt und wird später zum Poet X. Zu ihrem zwölften Geburtstag bekommt sie von ihrem Bruder einen Laptop geschenkt, auf dem sie ihre Gedichte verfasst und Erfüllung im Schreiben eines Gedichte-Tagebuches findet. Ihr Zufluchtsorte sind ein Poesieclub, bei dem sie Mitglied wird, und ihr Wissenschaftspartner Aman, mit dem sie eine Affäre hat. Durch die heimliche Beziehung hinterfragt sie immer wieder die strengen Regeln ihrer Mutter und auch die Religion im Allgemeinen.
Mami – Xiomaras Mutter
Xiosmaras Mutter arbeitete als Putzfrau in einem Bürogebäude in Queens. Auf dem Heimweg liest sie in der Bibel, um sich auf den abendlichen Gottesdienst vorzubereiten. Ihre strengen christlichen Überzeugungen und damit ihre strengen Erwartungen an ihre Tochter führen immer wieder zu Konflikten mit Xiomara. Sie ist sehr um das Seelenheil ihrer Tochter besorgt und denkt, dass deren Hände, Augen und auch das Schreiben am Laptop sie zur Sünde anstiften.
Xavier – Xiomaras Zwillingsbruder
Xavier wurde nach einem christlichen Heiligen benannt. Xiomara nennt ihn nur „Zwilling“, da sie seinen richtigen Namen nicht passend findet. Seinen richtigen Namen benutzen seine Mutter, Lehrer und Pfarrer Sean. Xiomara nennt ihn so, als Erinnerung an das Paar, das sie immer sein werden. Xavier ist eine Stunde älter als Xiomara. Laut Xio benimmt er sich nicht, als ob er älter wäre, aber er wirkt viel sanfter als Xiomara es je sein wird. Er prügelt sich nie, das übernimmt seine Schwester für ihn. Er verkörpert alles, was Xiomara nicht ist. Als er einen Freund hat, verstößt er jedoch ebenfalls gegen die restriktiven Regeln der katholischen Eltern. Dies kann er allerdings, im Gegensatz zu seiner Schwester, geheim halten und setzt sich nicht dem Zorn und den Strafen der Eltern aus.
Aman
Aman ist Xiomaras Laborpartner im Biologiekurs, der erste, den beide zusammen haben. Eine unabsichtliche Berührung ihrer Arme verändert alles. Xiomara wird auf ihn aufmerksam. An einem Nachmittag gehen die beiden zusammen in den Park und hören Musik. Nach diesem ersten Date treffen sie sich häufiger und werden schließlich ein Paar.

### Nebenfiguren
Papi
Die ersten Worte, die Xio hört sind die ihres Vaters, als er sie nach der Geburt im Arm hält: „Pero, tú no eres fácil.“ Ihm wird nachgesagt ein „Mujeriego“ ein Frauenheld zu sein. Er gehe zum Friseursalon betrinke sich dort und fasse jeder Frau ins Gesicht, die ihm zu nahe kommt.
Innerhalb der Familie tritt Xios Vater zurückhaltend und ruhig auf. Er sieht nachmittags immer Fernsehen und mischt sich nicht großartig in die Erziehung der Kinder ein. Nur weil der Vater da ist, heißt es nicht, dass er nicht abwesend ist.
Pfarrer Sean
Er ist der Pfarrer der Gemeinde. Im Konfirmationsunterricht beantwortet er Xiomaras religionskritische Fragen mit Gegenfragen. In einem Einzelgespräch nach dem Unterricht versucht er herauszufinden was in dem Teenager Mädchen wirklich vorgeht. Sie vertraut sich ihm erst im letzten Teil des Buches an. Xio weiß, dass der Pfarrer der Einzige ist auf den ihre Mutter hört. Um den Konflikt zwischen Mutter und Tochter zu lösen, übernimmt der Pfarrer die Vermittlerrolle.
Ms. Galiano – ihre englisch Lehrerin
Ms. Galiano schlägt Xio vor dem Poesie-Club der Schule am Dienstagnachmittag zu besuchen. Sie glaubt an Xios Talent und ermutigt sie immer wieder zur Poesie.
Caridad
Sie ist Xios beste Freundin. Sie geht auf eine andere Schule, aber sie besuchen zusammen den Kommunionsunterricht. Sie schreiben SMS und unternehmen viel mit Xavier zusammen.

## Nominierungen und Auszeichnungen
| Datum | Nominierung / Auszeichnung   |
| ----- | ---------------------------- |
| 2018  | National Book Award          |
| 2019  | Boston Globe Horn Book Award |
| 2019  | Michael L. Printz Award      |
| 2019  | Pura Belpré Award            |